# Samtskhe-Javakheti
Il Samtskhe-Javakheti (in georgiano სამცხე-ჯავახეთის მხარე?) è una regione della Georgia di circa 160 504 abitanti (2014), che ha come capoluogo Akhaltsikhe. È un territorio storicamente appartenente al gruppo etnico degli armeni. La regione ospita una città rupestre, Vardzia, cuore simbolico della Georgia. 
È diviso in sei distretti amministrativi, Akhaltsikhe, Adigeni, Asp'indza, Borjomi, Akhalkalaki e Ninotsminda. L'attuale governatore è Giorgi Khachidze.